# Daniel McLay
Daniel "Dan" McLay (ur. 3 stycznia 1992 w Wellington) – brytyjski kolarz.
Zawodnik drużyny EF Education First–Drapac p/b Cannondale. Od 2020 jeździ dla Arkéa–Samsic. Juniorski torowy mistrz świata z roku 2010. Zwycięzca Grand Prix de Waregem z roku 2011. W 2016 wygrał Grand Prix de Denain i Grand Prix de la Somme, a rok później – Tour de l'Eurométropole i Challenge Mallorca.